# Ophélie (La Défense)
Pour les articles homonymes, voir Ophélie (homonymie).
Ophélie est une œuvre d'Apel·les Fenosa. C'est l'une des œuvres d'art de la Défense, en France.

## Description
L'œuvre est située dans le quartier La Défense 10. Ce bas-relief s'inspire du poème Ophélie d'Arthur Rimbaud.

## Historique
L'œuvre est créée en 1951 et installée à la Défense en 1987.